# Begonia novoguineensis
Espèce
Begonia novoguineensis est une espèce de plantes de la famille des Begoniaceae.
L'espèce fait partie de la section Petermannia.
Elle a été décrite en 1943 par Elmer Drew Merrill (1876-1956) et Lily May Perry (1895-1992).

## Répartition géographique
Cette espèce est originaire du pays suivant : New Guinea.